# فيضانات جنوب إفريقيا 2023

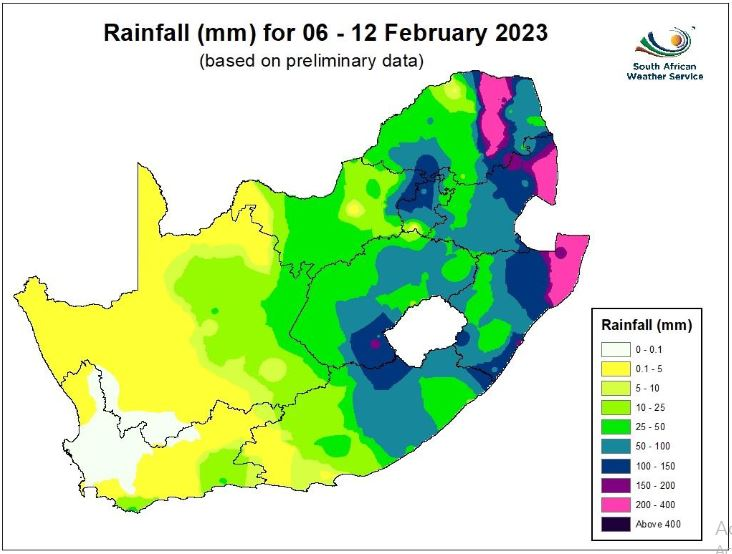
هطول الأمطار (بالملليمتر) بين الساسد و الثاني عشر من شهر فبراير 2023 في جنوب إفريقيا.

فيضانات جنوب إفريقيا في فبراير ومارس 2023 حدثت بسبب هطول الأمطار الغزيرة نتيجة لظاهرة النينا الجوية ، والتي أثرت على سبع مقاطعات، من ضمنها كيب الشرقية، كيب الشمالية، مبومالانجا، كوازولو ناتال، المقاطعة الشمالية الغربية لجنوب إفريقيا. تسببت الفيضانات في وقوع خسائر في الأرواح و الممتلكات بما في ذلك في المنازل والشركات والبنية التحتية الأساسية والطرق والجسور وأثرت على المحاصيل والثروة الحيوانية.
ولقي ما لا يقل عن 12 شخصًا مصرعهم في كل المقاطعات مجتمعة وفقد آخرون. أيضًا ، تم الإبلاغ عن حالتي وفاة أخريين في بلدية الملك ساباتا دالينديبو المحلية (مقاطعة كيب الشرقية), وشخص واحد في بلدة كوماني ( كوينستون سابقًا). تم إجلاء العديد من الأشخاص في بلدية ليكوا المحلية و طلب من سكان منطقة سدود فال وفاندركلوف وبلومهوف على طول نهر أورانج (مقاطعة كيب الشمالية) الإخلاء بعد ما التحكم في تصريف المياه من قبل السلطات المحلية. و في مقاطعة مبومالانجا ، تم إجلاء حوالي 300 أسرة.
و توقعت شبكة الأرصاد الجوية الجنوب إفريقية هطول أمطار "مستمرة وغزيرة" في المستقبل ، مع خطر حدوث المزيد من الفيضانات بسبب "التربة المشبعة بالمياه والأنهار المشبعة".
كرد فعلٍ على الفيضانات ، أعلن الرئيس سيريل رامافوزا في 13 فبراير حالة الكارثة الوطنية في سبع مقاطعات.
في 23 مارس، تسببت الأمطار الغزيرة في حدوث فيضانات مفاجئة في أجزاء من كيب الشرقية. وكانت البلديات الأكثر تضرراً هي إنجكوزا هيل، والملك ساباتا دالينديبو ، وبورت سانت جونز. أفادت السلطات المحلية عن مقتل ثلاثة أشخاص على الأقل وفقد واحد. تسبب الفيضان في انهيار الجسور ، والحد من
الحركة في منطقة بورت سانت جونز التي اجتاحتها الفيضانات.
قدرت تكلفة الضرر بحوالي 4.5 مليار راند في كيب الشرقية و 337 مليون راند في مبومالانجا.

## إقرأ أيضا
- 2022 فيضانات كوازولو ناتال - فيضانات قاتلة في عام 2022